# Ermessen
Das Ermessen räumt einem behördlichen Entscheidungsträger gewisse Freiheiten bei der Rechtsanwendung ein. Enthält eine Rechtsnorm auf der Rechtsfolgenseite ein Ermessen, so trifft die Behörde keine gebundene Entscheidung, sondern kann unter mehreren möglichen Entscheidungen wählen. Unbestimmte Rechtsbegriffe finden sich hingegen im Tatbestand bestimmter gesetzlicher Regelungen. Der rechtlich maßgebliche Inhalt ist vor der Rechtsanwendung durch Auslegung zu ermitteln. Enthält eine Vorschrift einen unbestimmten Rechtsbegriff und eröffnet außerdem einen Ermessensspielraum, spricht man von einer Koppelungsvorschrift.
Die mit Abstand größte Bedeutung hat das Ermessen im Verwaltungsrecht. Rechtsvorschriften mit Ermessensspielräumen gibt es aber auch in anderen Bereichen des materiellen Rechts und des Erkenntnisverfahrens.

## Ermessen im Verwaltungsrecht
Das Ermessen hat im Verwaltungsrecht große Bedeutung. Ermessen ist ein Aspekt auf der Rechtsfolgenseite einer Behörden-Entscheidung, es betrifft also die Frage, ob eine Behörde bei Vorliegen aller gesetzlichen Voraussetzungen eine bestimmte Entscheidung treffen muss oder kann. Ermessen hat eine Behörde dann, wenn ihr, trotz Vorliegen aller tatbestandlichen Voraussetzungen einer Rechtsnorm, „Spielraum für eine eigene Entscheidung“ verbleibt. Strukturell ist das Ermessen damit der Gegenbegriff zur gebundenen Entscheidung, bei der eine ganz bestimmte Rechtsfolge angeordnet wird und die Behörde keinen Entscheidungsspielraum hat.

### Verfassungsrechtliche Zulässigkeit
Soweit der Gesetzgeber auf abschließende Regelungen verzichtet, überträgt er die Verantwortung für die Sachrichtigkeit des Handelns auf die Behörde und erwartet von ihr, dass sie die Entscheidung trifft, die den besonderen Umständen des Einzelfalls am besten Rechnung trägt. Dass die gesetzliche Einräumung von Ermessen verfassungsrechtlich zulässig ist, ist allgemein anerkannt. So erklärte zum Beispiel das Bundesverwaltungsgericht in einem Urteil, dass die Ermessensfreiheit der Verwaltungsbehörden „ein legitimer Bestandteil der Rechtsordnung und verfassungsmäßigen Ordnung“ sei. Die Ermessensfreiheit habe deshalb einen Platz im Rechtsstaat, weil sie Schranken unterliege, nämlich denen, dass sich die Verwaltung vom Sinn des Gesetzes leiten lasse.

### Abgrenzung
Ob eine Rechtsnorm eine gebundene Entscheidung vorsieht oder der Behörde einen Ermessensspielraum einräumt, lässt sich regelmäßig an der Formulierung im Gesetz selbst festmachen. In einigen Fällen räumt das Gesetz ausdrücklich „Ermessen“ ein. Üblicher sind dagegen offene Formulierungen wie „in der Regel“, „kann“, „darf“, „ist berechtigt“ oder „ist befugt“.
Bei gebundenen Entscheidungen hingegen werden Formulierungen wie „ist“, „hat“, „muss“, „… wird festgestellt, dass …“, „darf nicht“ oder auch schlicht der Indikativ verwendet (Bsp.: „Wird die Probezeit verkürzt, so genügt eine Beurteilung.“). Diese Auslegung ist jedoch nicht in jedem Fall zwingend.
Abgrenzung zum Beurteilungsspielraum
Keine Form des Ermessens stellt der sogenannte Beurteilungsspielraum (missverständlich auch Tatbestandsermessen genannt) dar. Anders als beim Ermessen lässt hier die Rechtsfolgenseite der Norm keinen Handlungsspielraum zu. Hier hat der Gesetzgeber vielmehr bestimmte Tatbestände unbestimmt und weit gehalten, so dass für den Rechtsanwender ein Beurteilungsspielraum bei der Subsumtion eines konkreten Sachverhalts unter den Tatbestand der jeweiligen Norm verbleibt. Die Ausfüllung der unbestimmten Rechtsbegriffe kann im Grundsatz in vollem Umfang gerichtlich überprüft werden, wohingegen die Ermessensausübung nur im Bereich der Ermessensfehler gerichtlich überprüft werden kann.

### Erscheinungsformen
Gemessen an der Zielrichtung des Ermessens sind das Entschließungsermessen und das Auswahlermessen zu unterscheiden.

#### Entschließungsermessen
Eine Behörde hat ein Entschließungsermessen, wenn sie selbst entscheiden kann, ob sie – bei Vorliegen der tatbestandlichen Voraussetzungen – überhaupt handelt. Entschließungsermessen gibt es vorrangig im Recht der Gefahrenabwehr, also in Bereichen, in denen das Opportunitätsprinzip gilt. Eine Behörde kann jedoch durch bereits getroffene Entscheidungen bei gleicher Sachlage in ihrem Entschließungsermessen gebunden sein (bis hin zur sog. Ermessensreduzierung auf Null).
Weiterhin gibt es einen Unterschied zwischen dem Begriff des freien Ermessens und dem des pflichtgemäßen Ermessens. Das Erste kommt im deutschen Verwaltungsrecht praktisch nicht vor. Die neuere Rechtsprechung des Bundesverwaltungsgerichts verwendet auch den Begriff des sogenannten „intendierten Ermessens“ oder des „gelenkten Ermessens“, auf die in einem anderen Abschnitt nachfolgend eingegangen wird.
Ein Beispiel für Entschließungsermessen ist, dass die Polizei nicht dazu verpflichtet ist, ein im Haltverbot geparktes Auto abzuschleppen.

#### Auswahlermessen
Hat die Behörde Auswahlermessen, so kann sie selbst wählen, in welcher Form und gegen wen (so genannte Störer- oder Verantwortlichenauswahl) sie vorgeht – solange dabei die äußeren Grenzen des Ermessens eingehalten werden; dass sie aber überhaupt im Rahmen der gesetzlich eröffneten Handlungsalternativen tätig wird, ist eine Frage des Entschließungsermessens.

### Ermessensgrenzen
Grenzen für die Ermessensausübung ergeben sich für Behörden des Bundes aus § 40 VwVfG bzw. § 39 SGB I, für Behörden der Länder aus den gleich- bzw. ähnlich lautenden Vorschriften des Verwaltungsverfahrensgesetzes des jeweiligen Landes. Demnach muss eine Behörde, sobald ihr ein Ermessen zusteht, dieses pflichtgemäß ausüben und die gesetzlichen Grenzen des Ermessens, die sich meist schon aus der Norm selbst ergeben („…, soweit …“), einhalten. Ist dies nicht der Fall, liegt ein Ermessensfehler vor. Es werden in der Regel nach der sogenannten Ermessensfehlerlehre folgende Ermessensfehler unterschieden, wobei die Terminologie (Fachsprache) nicht einheitlich ist:

#### Ermessensausfall
Ermessensausfall (auch als Ermessensnichtgebrauch oder Ermessensunterschreitung bezeichnet) liegt vor, wenn die Behörde das ihr zustehende Ermessen gar nicht ausübt, etwa weil sie nicht erkennt, dass ihr überhaupt ein Ermessen zusteht oder weil sie es absichtlich unterlässt. Entscheidend ist jedoch, dass die Behörde in der Ermessensentscheidung für den Adressaten deutlich macht, dass sie ihr Ermessen erkannt hat, also nicht von einer gebundenen Entscheidung ausgegangen ist. Auch wenn der Beamte sein Ermessen erkannt hat, liegt ein Ermessensfehler vor, wenn sich dies nicht aus dem Verwaltungsakt selbst ersehen lässt.

#### Ermessensfehlgebrauch
Ermessensfehlgebrauch (oder Ermessensmissbrauch) bedeutet, dass die Behörde den Sinn und Zweck des Gesetzes nicht richtig erkennt und ihre Ermessensentscheidung auf fehlerhafte Überlegungen stützt. Mit anderen Worten: In das Ermessen wurde etwas eingestellt, was so überhaupt nicht eingestellt werden durfte. Diese in der Praxis umfangreichste Fallgruppe beinhaltet unter anderem die folgenden Unterfälle des Ermessensfehlgebrauchs:
Zweck- oder sachfremde Erwägung
Die der Entscheidung zugrunde gelegten Belange bzw. Erwägungen durften so überhaupt nicht eingestellt werden, da sie keinen Bezug zum Ermessenstatbestand haben oder im konkreten Fall sonst ungeeignet sind (z. B. Rücknahme eines Verwaltungsaktes, weil die betroffene Person angesehen und/oder wirtschaftlich wichtig ist).
Sonstige logische Fehler: Beim Ermessensvorgang wird gegen die Denkgesetze von Logik und Erfahrung verstoßen (sonstige strukturelle Mängel der Erwägungen).
Ermessensfehlgewichtung
Die Bedeutung (Gewichtung) der betroffenen öffentlichen und privaten Belange, die sich aus den ermittelten Tatsachen ergeben, wird im Rahmen der Subsumtion verkannt durch entweder a) eine Überbewertung oder b) eine Unterbewertung bzw. eine gänzliche Nichtberücksichtigung der Tatsachen auf der Ebene der Interessenabwägung (d. h. keine oder eine nicht ausreichende Berücksichtigung wesentlicher und bekannter Umstände für die Interessengewichtung).
Ermessensdisproportionalität
Der Ausgleich zwischen den betroffenen öffentlichen und privaten Belangen wird in einer Weise vorgenommen, die zur objektiven Gewichtigkeit einzelner Belange außer Verhältnis steht (d. h. die Gewichtung ist zwar vom Ansatz her in Ordnung, aber das Rangverhältnis der Belange wird fehlerhaft in Beziehung zueinander gesetzt bzw. verkannt).
Gleichbehandlungsgrundsatz
Verstoß gegen den Gleichbehandlungsgrundsatz des Art. 3 Abs. 1 Grundgesetz (insbesondere Verstöße gegen die Selbstbindung der Verwaltung infolge ermessensregelnder Verwaltungsvorschriften oder bei vorausgegangener ständiger Praxis).
Ermessensüberschreitung
ist anzunehmen, wenn sich die Behörde nicht an den Rahmen hält, der vom Gesetz als äußerste Entscheidungsgrenze vorgegeben wird, d. h. eine Rechtsfolge gewählt wird, die generell oder im Einzelfall unzulässig ist. Dies ist der Fall, wenn ein Verwaltungsakt eine Nebenbestimmung erhält, die im Gesetz nicht vorgesehen ist.

#### Vorrang des Gesetzes
Unter der Geltung des Grundgesetzes gibt es kein „freies“, sondern nur gebundenes Ermessen, da die Behörde als Teil der Staatsgewalt an die Grundrechte (Art. 1 Abs. 3 GG) und an höherrangiges Recht gebunden ist. Behördliches Handeln darf damit niemals gegen das Grundgesetz, Gesetze oder auch Verordnungen verstoßen. Soweit nur der Vorrang des Gesetzes gilt, sind dies die einzigen Grenzen für das behördliche Ermessen. Das behördliche Einschreiten ist dann unabhängig von speziellen Ermächtigungen – eine Behörde kann tätig werden, wenn sie zuständig für den betroffenen Bereich ist.

#### Vorbehalt des Gesetzes
Engere Grenzen ergeben sich, sobald der Vorbehalt des Gesetzes gilt. Dies ist namentlich der Fall bei Grundrechtseingriffen, grundrechtsrelevanten Akten sowie bei „sonst Wesentlichem“. Gilt der Vorbehalt des Gesetzes, darf die Behörde nur tätig werden, wenn ihr eine gesetzliche Grundlage zur Verfügung steht und die Voraussetzungen dieser Norm erfüllt sind. Dabei ist es auch möglich, dass die Behörde sich für eine Handlung auf eine Verordnung stützt, soweit die Verordnung ihrerseits rechtmäßig ist.
Die Ermächtigungsgrundlage kann der Behörde dann eine Entscheidung vorgeben, so dass sie kein Ermessen hat. Sie kann auch Ermessen in atypischen Fällen eröffnen (beispielsweise bei der Formulierung „soll“), oder das Tätigwerden ganz der Entscheidung einer Behörde überlassen. Dabei ist aber zu beachten, dass das so eingeräumte Ermessen im Einzelfall auch durch betroffene Grundrechte wieder eingeschränkt werden kann (verfassungskonforme Auslegung).

#### Folgen eines Ermessensfehlers
Wenn ein Ermessensfehler vorliegt, ist die Entscheidung der Behörde grundsätzlich rechtswidrig. Ausnahmsweise kann der Ermessensfehler nach dem Rechtsgedanken des § 46 VwVfG unbeachtlich sein, wenn die Entscheidung im Ergebnis innerhalb des Ermessenspielraums liegt und es objektiv ohne jeden Zweifel feststeht, dass die Behörde ohne den Ermessensfehler genau so entschieden hätte. Dies nachzuweisen obliegt der Behörde, was ihr in der Praxis jedoch nur selten gelingt. Ist die behördliche Entscheidung ermessensfehlerhaft und der Fehler nicht unbeachtlich, so kann der Verwaltungsakt, solange er noch nicht bestandskräftig geworden ist, mit einem Rechtsbehelf, in der Praxis regelmäßig mit einer Klage angegriffen werden.
- Ist ein belastender Verwaltungsakt „ermessensfehlerhaft“, so ist er aufzuheben.
- Ist ein begünstigender Verwaltungsakt „ermessensfehlerhaft“ abgelehnt worden, so ist auch er rechtswidrig und damit aufzuheben. Das bedeutet allerdings nicht automatisch, dass der Betroffene nunmehr einen Anspruch auf die (bislang verwehrte) Leistung hätte: Er hat im Regelfall lediglich einen Anspruch auf eine „ermessensfehlerfreie“ Neubescheidung. Sie kann inhaltlich weiterhin dazu führen, dass die begehrte Leistung abgelehnt wird, solange sich diese Entscheidung auf andere (ermessensfehlerfreie) Gründe stützen lässt. Etwas anderes gilt nur für den Fall der Ermessensreduzierung auf Null.

Die Verwaltungsbehörde kann ihre Ermessenserwägungen hinsichtlich des Verwaltungsaktes auch noch im verwaltungsgerichtlichen Verfahren durch das Nachschieben von Gründen ergänzen (§ 114 Satz 2 VwGO).

#### Beispiele für Ermessensfehler
Oft spielt Ermessen auch im Zusammenhang mit Zwangsgeldern eine Rolle.
- Ermessensnichtgebrauch oder -unterschreitung:

Es wird kein Betrag oder dieser unter festgelegten Werten angesetzt; von einer „Kann-Bestimmung“ wird überhaupt kein Gebrauch gemacht, indem kein Bescheid dazu ergeht.
- Ermessensfehlgebrauch:

Dem Bürger werden Pflichten auferlegt, die nicht sachdienlich sind bzw. ihren Zweck verfehlen. Der Ermessensspielraum wird nicht genutzt, obwohl der Behörde erkennbare Umstände bekannt sind (intendiertes Ermessen); oder die behördliche Ablehnung eines Antrages erfolgt (weitgehend) ohne nachvollziehbare Begründung.
- Ermessensüberschreitung:

Das Zwangsgeld wird zu hoch angesetzt; die Behörde überschreitet den ihr vorgegebenen gesetzlichen Rahmen.

### Sonderfälle

#### Ermessensreduzierung auf Null
In bestimmten Situationen wird das Ermessen so stark eingeengt, dass nur noch eine Entscheidung richtig (rechtsfehlerfrei) ist. Dann spricht man von Ermessensreduzierung auf Null (oder Ermessensreduktion auf Null).
Aus der Ermessensreduzierung auf Null ergibt sich eine gebundene Entscheidung.
Bei einer gebundenen Entscheidung muss die Verwaltung, wenn alle Tatbestandsvoraussetzungen vorliegen, die im Gesetz vorgesehene Rechtsfolge herbeiführen. Ihr steht also kein Ermessen zu. Eine Ermessenreduzierung auf Null ist gegeben, wenn besondere Umstände vorliegen, die ausschließlich eine einzige Entscheidungsmöglichkeit als rechtmäßig erscheinen lassen, wenn die Verwaltung sich selbst bindet (Selbstbindung der Verwaltung), bspw. durch gleichmäßige Verwaltungsausübung im Sinne des Art. 3 Abs. 1 GG; wodurch sie grundsätzlich verpflichtet ist, auch in zukünftigen, gleichgelagerten Fällen das Ermessen in gleicher Weise auszuüben; oder wenn das Vertrauen des Betroffenen auf eine bestimmte Entscheidung besonders schutzwürdig ist, etwa durch eine zuvor erteilte, vom Verwaltungsakt oder dessen Unterlassung abweichende, behördliche Zusage.
Liegt eine Ermessensreduzierung auf Null vor, so kann ein Verwaltungsgericht gem. § 113 Abs. 5 Satz 1 VwGO prozessual die Verpflichtung der Behörde, die beantragte Amtshandlung vorzunehmen, eigenhändig umsetzen (sog. Spruchreife) und ein Verpflichtungsurteil aussprechen.
Die Ermessensreduzierung auf Null liegt zumeist nur ausnahmsweise vor. Vereinzelt bildet sie aber auch den Regelfall. So wird beispielsweise das „kann“  in § 16 Abs. 3 Satz 1 HwO dahingehend verstanden, dass bei Vorliegen der tatbestandlichen Voraussetzungen in der Regel eine Ermessensreduzierung auf Null vorliegt, was mit dem Zweck der Ermächtigung begründet wird. Soweit keine besonderen Umstände vorliegen, ist die Betriebsuntersagung dann die einzig sachgerechte Ermessensentscheidung.

#### Intendiertes Ermessen
Einen Sonderfall stellt das sogenannte intendierte oder auch gelenkte Ermessen dar. Die Rechtsfigur des intendierten Ermessens geht auf die neuere Rechtsprechung des Bundesverwaltungsgerichts zurück. Damit sind Fälle gemeint, in denen das Gesetz für den Regelfall eine bestimmte behördliche Reaktion vorschreibt und ein Ermessen nur für atypische Ausnahmefälle einräumt. Das soll sich dann auch auf den Umfang der Begründungspflicht einer behördlichen Entscheidung auswirken. Diese Rechtsfigur war allerdings von Anfang an stark umstritten, weil damit nur Verwirrung im Hinblick auf die hergebrachte Rechtsdogmatik gestiftet werde.
Als klassisches Beispiel einer Vorschrift mit intendiertem Ermessen gilt § 15 Abs. 2 S. 1 GewO, wonach die zuständige Behörde einen Gewerbebetrieb schließen kann, wenn dieser ohne die vorgeschriebene gewerberechtliche Erlaubnis geführt wird. Die Norm wird so ausgelegt, dass die Betriebsschließung die vom Gesetzgeber vorgezeichnete (Regel-)Entscheidung ist. Das Absehen von der Maßnahme ist hiernach der Ausnahmefall.
Die Rechtsfigur des intendierten Ermessens ist nicht mit einer „Soll“-Vorschrift zu verwechseln. Bei einer „Soll“-Vorschrift liegt grundsätzlich eine gebundene Entscheidung vor, die jedoch eine Öffnung für atypische Fälle enthält.

## Ermessen im Zivilrecht
Üblicherweise bezieht sich Ermessen auf das öffentliche Recht. Das Ermessen findet sich mit völlig abweichendem Inhalt und Zweck auch im Zivilrecht. Im Zivilrecht kann einer von mehreren Vertragsparteien Ermessen zustehen. So gibt es Konstellationen, in denen die Vertragsparteien den Vertragsgegenstand nicht von vornherein festgelegt haben, sondern die Bestimmung des Leistungsgegenstandes einer Partei überlassen haben. In diesen Fällen bestimmt die berechtigte Partei den Leistungsgegenstand nach billigem Ermessen (§ 315 BGB). Es ist zwingend zu beachten, dass dies eine rein zivilrechtliche Auslegungs- oder Billigkeitsregelung nach Treu und Glauben und nicht etwa eine hoheitliche Maßnahme ist.

## Ermessen im Strafrecht
Über die Einstellung eines Strafverfahrens aus Gründen der Opportunität entscheidet die Staatsanwaltschaft nach pflichtgemäßem Ermessen.

## Ermessen im Steuerrecht
Die Zulässigkeit von steuerbehördlichem Ermessen ist in § 5 Abgabenordnung (AO) normiert. Die Vorschrift deckt sich weitgehend mit § 40 VwVfG. Im Steuerrecht kommen Ermessensvorschriften relativ häufig vor. Es ist z. B. bei Nebenbestimmungen gem. § 120 AO, beim Verspätungszuschlag gem. § 152 AO, bei den Änderungsnormen gem. § 130, § 131 AO, bei Prüfungsanordnungen gem. § 193ff. AO, bei allen Haftungsbescheiden gem. § 191 AO und im Zwangsmittelverfahren relevant. Bei der Überprüfung des steuerbehördlichen Ermessens gelten im finanzgerichtlichen Verfahren die Beschränkungen des § 102 Finanzgerichtsordnung (FGO). Diese Vorschrift entspricht § 114 Verwaltungsgerichtsordnung (VwGO). Das Finanzgericht darf wegen Art. 20 Abs. 3 GG gem. § 102 FGO nur das behördliche Ermessen überprüfen, es aber nicht selbst ausüben. Die nötige Folge ist das sog. Bescheidungsurteil, wonach die Verwaltung ihr Ermessen unter Beachtung der Rechtsauffassung des Gerichts neu ausüben muss. Eine Durchbrechung ist die Fallgruppe der Ermessensreduzierung auf Null.

### Ermessen bei Steuerbescheid
Der Steuerbescheid ist das Grundmuster der gebundenen Verwaltung nach § 85 AO. Das ist der Gegensatz zum Ermessen. Wer also seinen Einspruch gegen einen Steuerbescheid mit einem Ermessensfehler des Finanzamts oder des Stadtsteueramts begründet, hat einen systematischen Fehler begangen: diese Verwaltungen haben bei Steuerbescheiden kein Ermessen gem. § 5 AO. Damit kann kein Ermessensfehler vorliegen. Das wiederholt sich bei der finanzamtlichen Aufrechnung gem. § 226 AO, da sie kein Verwaltungsakt ist und bereits deswegen kein Ermessen vorliegen kann.

### Ermessen bei Haftungsbescheiden
Die Zahl der Ermessensfehler bei Haftungsbescheiden ist hoch. Es muss im Haftungsbescheid zum Ausdruck kommen, dass die Behörde ihr Ermessen erkannt und das Auswahlermessen ausgeübt hat. Wenn im Haftungsbescheid nur formuliert ist, dass der Steuerschuldner die Steuerschuld nicht bezahlt hat und der Haftungsschuldner deshalb in Anspruch genommen werden müsse, ist das nur die Begründung eines gebundenen Verwaltungshandelns und lässt die Ermessensentscheidung nicht erkennen.

## Richterliches Ermessen
Ermessen ist grundsätzlich der Verwaltung vorbehalten, wenn es sich nicht um gebundenes Verwaltungshandeln handelt. Aber auch die Gerichte haben ein davon zu unterscheidendes Ermessen, wie sie die Verfahren handhaben. Das ist das richterliche Ermessen, welche Prozessförderung – und wie – erfolgt und ob durch Gerichtsbescheid oder nach mündlicher Verhandlung entschieden wird.
Diese sog. prozessleitenden Verfügungen sind nicht isoliert angreifbar.

## Fallbeispiele

### Ermessensausfall
A möchte Urlaub machen und beauftragt C, in seiner Abwesenheit weiter das Geschäft zu führen. Als A abwesend ist, findet eine Hygieneuntersuchung durch die zuständige Behörde statt. Der Kontrolleur K stellt fest, dass es sich bei C nicht um den in der Erlaubnisurkunde genannten Betreiber A handelt. Auch liegt eine Stellvertretererlaubnis gemäß § 9 GastG NRW der Behörde nicht vor. Die Behörde sieht/vermeint sich gemäß § 15 Abs. 3 Nr. 3 GastG NRW gezwungen, die Erlaubnis des A zum Betreiben des Restaurants zu entziehen, der da lautet: „Sie [die Erlaubnis] kann widerrufen werden, wenn […] der Gewerbetreibende seinen Betrieb ohne Erlaubnis durch einen Stellvertreter betreiben lässt.“
Da im vorliegenden Fall keine Ermessenserwägungen stattfinden, obwohl die Norm das Signalwort „kann“ enthält, nimmt die Behörde fälschlicherweise an, sie müsste bei Bekanntwerden der fehlenden Erlaubnis für C die Erlaubnis zum Restaurantbetrieb entziehen.

### Ermessensunterschreitung
Auch in dieser Abwandlung werde das Restaurant des A durch C ohne Stellvertretungserlaubnis betrieben. Die zuständige Behörde erkennt zwar, dass sie durch § 15 Abs. 3 Nr. 3 GastG NRW ein Ermessen bezüglich des Widerrufs der Erlaubnis hat. Allerdings stellt der zuständige Sachbearbeiter S innerhalb seiner Abwägung vermeinend fest, dass eine nachträgliche Beantragung der Stellvertretererlaubnis gegen das Gleichbehandlungsgebot aus Art. 3 GG verstieße und er deshalb mit Rücksicht auf andere Gastronomen keine andere Wahl hätte, als die Erlaubnis des A zu widerrufen. S nimmt dabei fälschlicherweise an, dass die nachträgliche Beantragung unzulässig wäre.

### Ermessensfehlgebrauch
In diesem Fall sei es so, dass der Chefkoch A die allseits beliebte Pizza 'à la Chef von der Speisekarte genommen und durch die Pizza 'à la Mama ersetzt habe. Der für die Erlaubniserteilung zuständige Sachbearbeiter S ist enttäuscht, als er erfährt, dass es diese Pizza nicht mehr gibt, und entzieht dem A die Erlaubnis zum Gaststättenbetrieb gemäß § 15 Abs. 3 Nr. 1 GastG. Die Norm lautet: „Sie [die Erlaubnis] kann widerrufen werden, wenn […] nicht zugelassene Getränke oder Speisen verabreicht [werden].“ Der Sachbearbeiter ist der Meinung, es handele sich bei der neuen Pizza 'à la Mama um eine nicht zugelassene Speise im Sinne des vorliegenden Gesetzes. Damit verfehlt die Ermessensabwägung den Gesetzeszweck, welcher vorsieht, den Gast vor potentiell gefährlichen Speisen zu schützen, und nicht, den persönlichen Vorlieben von Verwaltungsmitarbeitern Rechnung zu tragen.

### Ermessensüberschreitung
Der A konnte sich mit Sachbearbeiter S einigen und hat die Stellvertretererlaubnis für C gemäß § 9 GastG nachträglich beantragt. S hat schon vor Wochen ein Führungszeugnis angefordert, welches auch nach mehrmaliger Fristsetzung und anschließendem Verstreichen der Frist nicht eingereicht wurde. Also nimmt S den Widerruf der Erlaubnis des A gemäß § 15 Abs. 3 Nr. 3 GastG vor. Gleichzeitig veranlasst er, dass dem A der Führerschein entzogen wird. Er ist der Auffassung, dass eine derart unzuverlässige Person auch nicht am Straßenverkehr teilnehmen sollte. Mit dieser Maßnahme überschreitet der S jedoch deutlich die Grenzen des Ermessens, da der Führerscheinentzug nicht als Rechtsfolge des § 15 GastG NRW vorgesehen ist.

### Ermessensreduzierung auf Null
A feiert einmal in der Woche den Auftritt seiner Lieblingsfußballmannschaft mit einer großen und sehr lauten Party. Die Nachbarn haben sich bereits mehrfach bei der zuständigen Behörde über diesen Lärm beschwert. Auch nach mehrmaliger Aufforderung, die Räumlichkeiten gemäß dem Inhalt der Betriebserlaubnis zu nutzen, reißen die Beschwerden nicht ab. Als dann auch noch die Nachbarinnen von deutlich alkoholisierten Fußballverrückten belästigt werden, bleibt dem zuständigen Sachbearbeiter S nur noch, dem A die Erlaubnis zu entziehen. Alle anderen Handlungsalternativen würden nicht mehr dem Grundsatz der Verhältnismäßigkeit entsprechen, da durch diesen Zustand die Nachbarschaft in ihrem Grundrecht auf körperliche Unversehrtheit verletzt wird. Das Ermessen ist also durch die besonderen Tatbestandsmerkmale und das Verfassungsrecht auf null reduziert.
Ist nun S ebenfalls Fan derselben Fußballmannschaft und entzieht A deshalb nicht die Betriebserlaubnis, begeht er einen Ermessensfehler.